# بایکوف ۴۶۸۲
سیارک ۴۶۸۲ (به انگلیسی: 4682 Bykov، نامگذاری:1973SO4) چهار هزار و ششصد و هشتاد و دومین سیارک کشف شده‌است که در ۲۷ سپتامبر ۱۹۷۳ کشف شد.
قدر مطلق سیارک برابر ۱۴٫۲۰ است.